# Xã Scipio, Michigan
Xã Scipio (tiếng Anh: Scipio Township) là một xã thuộc quận Hillsdale, tiểu bang Michigan, Hoa Kỳ. Năm 2010, dân số của xã này là 1.884 người.